# Marente Sijbesma
Marente Sijbesma (* 1. April 2004 in Oegstgeest) ist eine niederländische Tennisspielerin.

## Karriere
Sijbesma spielt vor allem auf der ITF Women’s World Tennis Tour, wo sie bislang vier Titel im Doppel gewinnen konnte.
2022 stand sie im August mit ihrer Partnerin Rikke de Koning im Finale des mit 25.000 US-Dollar dotierten ITF-Turniers in Oldenzaal, das die beiden gegen Caijsa Wilda Hennemann und Jacqueline Cabaj Awad mit verloren. 2023 gewann sie im März zusammen mit Anouk Koevermans ihr erstes ITF-Turnier im Doppel.

## Turniersiege

### Doppel
| Nr. | Datum             | Turnier  | Kategorie | Belag     | Partnerin        | Finalgegnerinnen                    | Ergebnis          |
| --- | ----------------- | -------- | --------- | --------- | ---------------- | ----------------------------------- | ----------------- |
| 1.  | 11. März 2023     | Monastir | ITF W15   | Hartplatz | Anouk Koevermans | Angelica Raggi Jennifer Ruggeri     | 6:4, 6:3          |
| 2.  | 9. September 2023 | Haren    | ITF W15   | Sand      | Rikke de Koning  | Nicole Gadient Eva-Marie Voracek    | 6:3, 6:2          |
| 3.  | 7. Oktober 2023   | Monastir | ITF W15   | Hartplatz | Abigail Amos     | Flavie Brugnone Astrid Lew Yan Foon | 6:4, 6:1          |
| 4.  | 14. Oktober 2023  | Monastir | ITF W15   | Hartplatz | Abigail Amos     | Xenia Bandurowska Marija Berhen     | 1:6, 6:2, [12:10] |